# نمی‌توانی این را با خودت ببری
نمی‌توانی این را با خودت ببری (به انگلیسی: You Can't Take It with You) فیلمی کمدی رمانتیک به کارگردانی فرانک کاپرا براساس نمایشنامه‌ای به همین نام نوشته جرج اس. کافمنو ماس هارت محصول سال ۱۹۳۸ آمریکا با بازی جین آرتور، جیمز استوارت، لیونل باریمور و ادوارد آرنولد (هنرپیشه) است.
این فیلم که با موفقیت تجاری و استقبال منقدان همراه شد توانست در یازدهمین دوره جوایز اسکار در هفت بخش نامزد جایزه شود و در نهایت برنده جایزه اسکار بهترین فیلم و جایزه اسکار بهترین کارگردانی شد. این سومین اسکار بهترین کارگردانی برای فرانک کاپرا بعد از فیلم‌های در یک شب اتفاق افتاد محصول ۱۹۳۴ و آقای دیدز به شهر می‌رود محصول ۱۹۳۶ و به فاصله تنها پنج سال بود.